# أل مايكلز
أل مايكلز (بالإنجليزية: Al Michaels)‏ هو لاعب كرة قدم أمريكية أمريكي، ولد في 1 أبريل 1900 في تيفين في الولايات المتحدة، وتوفي في 21 أكتوبر 1972 في غادسدن في الولايات المتحدة.